# Pratanurida mucronata
Pratanurida mucronata is een springstaartensoort uit de familie van de Neanuridae. De wetenschappelijke naam van de soort is voor het eerst geldig gepubliceerd in 1976 door Ellis.